# 氣候變化與食品安全

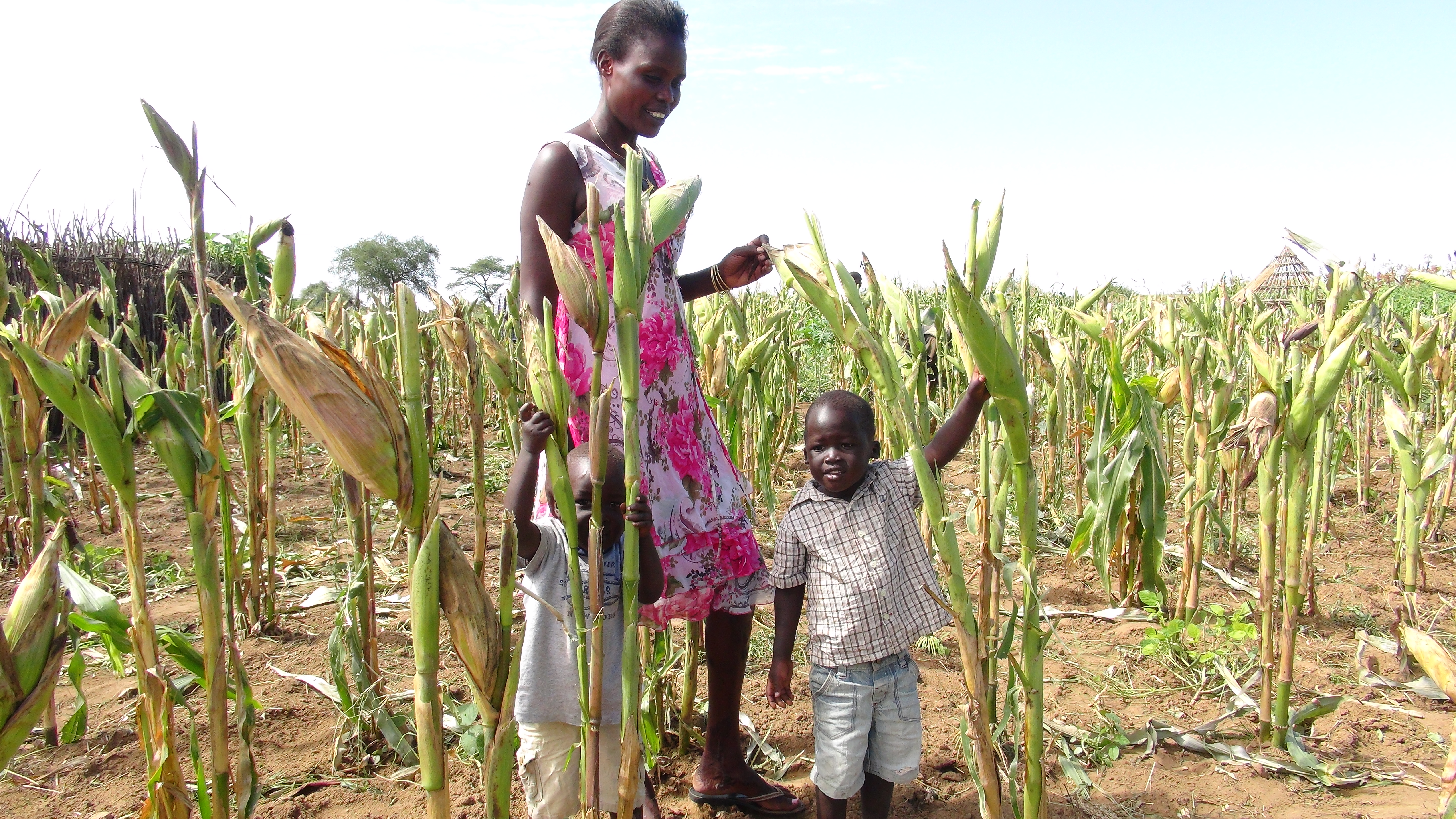
在烏干達，種植玉米因烏干達氣候變化所引發的熱浪及乾旱而變得日益困難。

氣候變化與食品安全之間有著緊密聯繫。隨著全球氣溫的上升和天氣模式的改變，氣候變化對人類社會的各個方面都產生了深遠的影響。其中，食物安全問題尤為突出。氣候變化通過影響農業生產、水資源分布、動植物疾病的傳播和漁業生態系統等多種途徑，對全球食物供應構成了重大威脅。

## 氣候變化概況
人類活動對氣候變化產生了顯著影響，引發了大氣層、海洋、生物圈和冰凍圈的廣泛變化。其中一些變化不僅在前所未有的規模上發生，而且預計在數百年至數千年內將是不可逆轉的，特別是在對海洋、全球海平面上升和冰蓋融化的影響方面。據報導，全球變暖影響了世界上約80%的陸地面積，這些地區居住著大約85%的人口。
根據各國最近提交的國家氣候行動計劃，預計到本世紀末，全球變暖將超過2.7°C。就限制人為引起的全球變暖需要大幅減少溫室氣體排放的問題，政府間氣候變化專門委員會第六次評估報告（2021年）指出，除非採取深遠措施來實現全球經濟的去碳化，否則達成《巴黎協定》將全球變暖限制在1.5°C的目標將極其困難。在最近的《聯合國氣候變化框架公約》第26屆聯合國氣候變化大會上，103個國家歷史性簽署《全球甲烷承諾》，承諾減少甲烷排放。

## 對食物供應的影響

### 農業生產

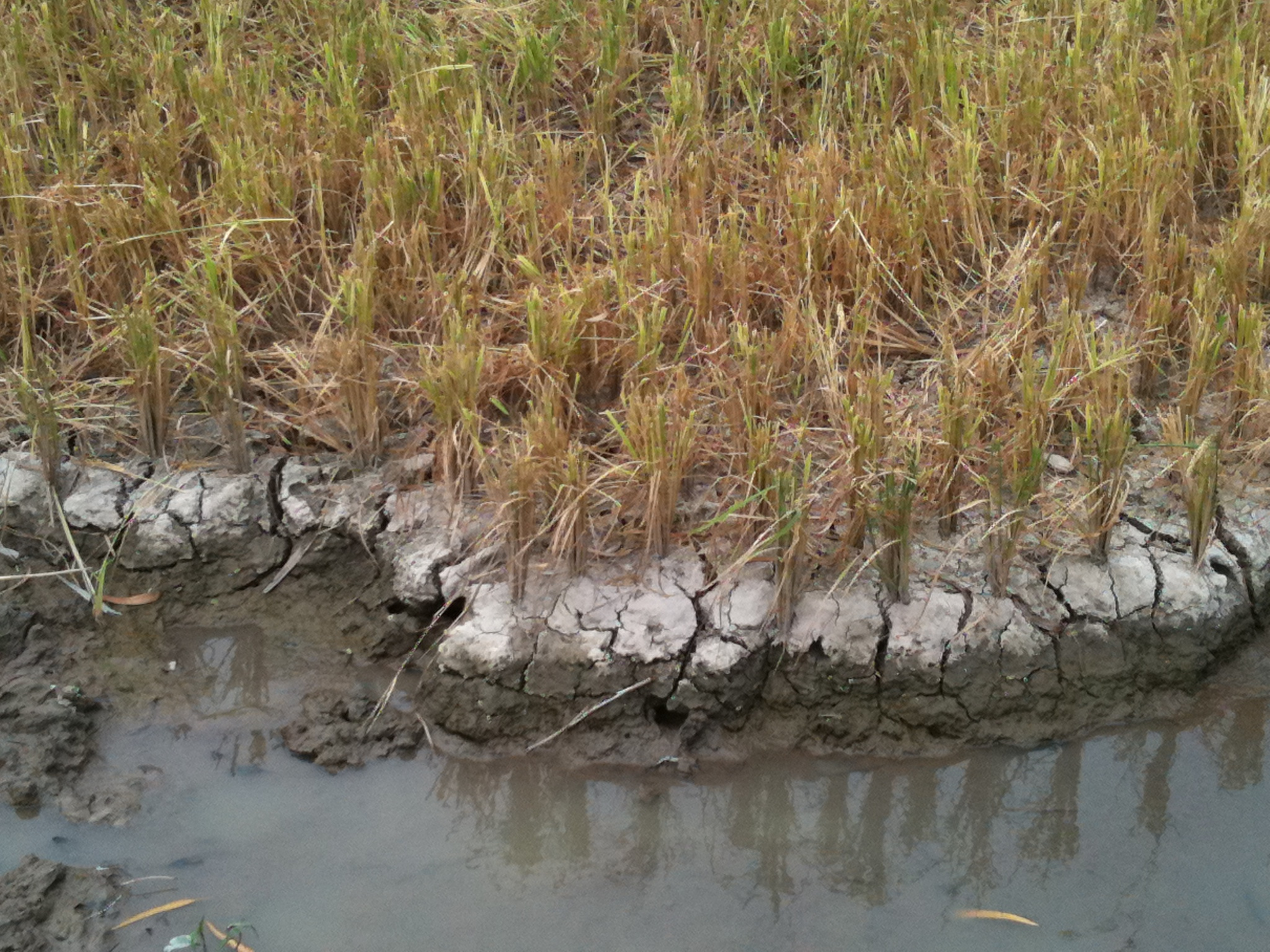
越南芹苴市下轄平水郡，一處受氣候變化導致乾旱之害的水稻田。

氣候變化導致的極端天氣事件，如乾旱、洪水和暴風雨，對農業生產造成了嚴重的破壞。這些天氣事件不僅減少了農作物的產量，還可能導致土地的長期退化。例如，乾旱可以使土壤變得貧瘠，從而影響未來的農業生產力。根據一項研究，乾旱對玉米和小麥產量的影響尤其顯著，這些作物在全球糧食供應中佔有重要地位。
此外，氣候變化還影響了農作物的生長季節和生長周期。隨著氣溫的升高，某些地區的生長季節變得更長，而其他地區的生長季節則可能縮短。這些變化會影響農作物的生長和成熟時間，從而影響收穫量和品質。例如，在美國中西部地區，氣溫升高導致玉米生長季節提前，但也增加了極端高溫事件的風險，進而影響玉米的產量和品質。
在熱帶和亞熱帶地區，氣候變化導致的降水模式改變亦對農業生產造成了重大影響。這些地區更容易遭受降水量的極端變化，從而影響農作物的水分供應。例如，在印度，季風雨季的變化已經導致農作物的種植和收穫時間的調整。這些變化不僅影響農作物的生長狀況，還影響農民的生計和糧食供應的穩定性。

### 水資源

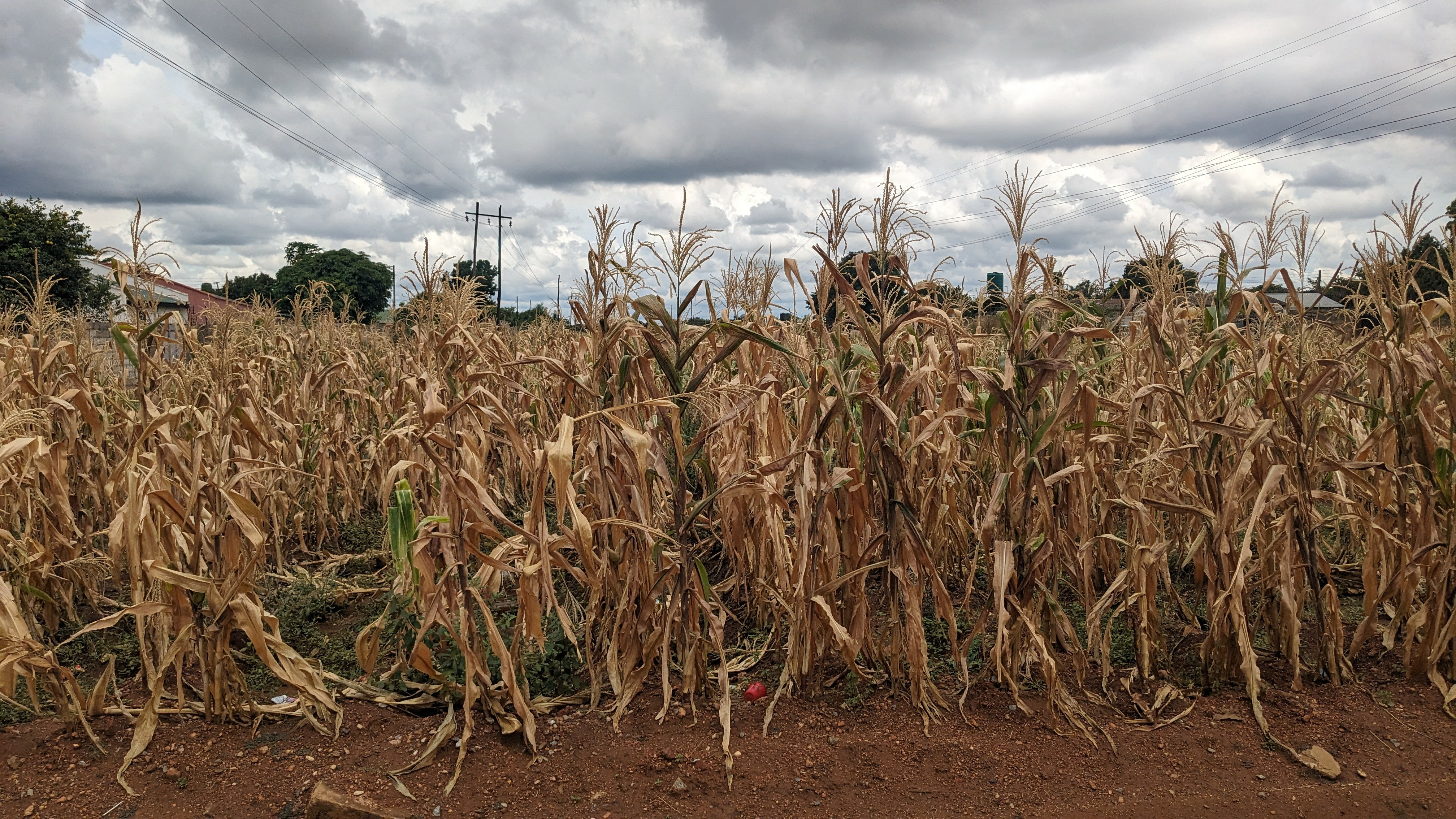
2024年贊比亞旱災

氣候變化還影響了全球的水資源分布。由於氣候變暖，冰川融化和降水模式的改變導致某些地區水資源短缺。這對依賴灌溉的農業區域是個巨大的挑戰。水資源的短缺會直接影響到農作物的生長，從而影響食物的供應。例如，氣候變化導致的冰川退縮已經影響到亞洲和南美洲的灌溉農業，這些地區依賴於冰川融水進行灌溉。
此外，降水模式的改變也會對水資源的可用性產生影響。某些地區的降水量可能增加，而其他地區則可能減少。例如，氣候變化導致的降水增加可能會引發更頻繁和更嚴重的洪水，這不僅會破壞農田，還會污染水源，使其不適合灌溉和飲用。
在一些地區，水資源的短缺已經導致農業生產的下降。例如，在非洲撒哈拉以南地區，降水量減少和乾旱頻發導致糧食產量明顯下降。這些地區的農民不得不尋找替代的水源或改變種植結構，以應對水資源的短缺。

### 入侵動植物疾病

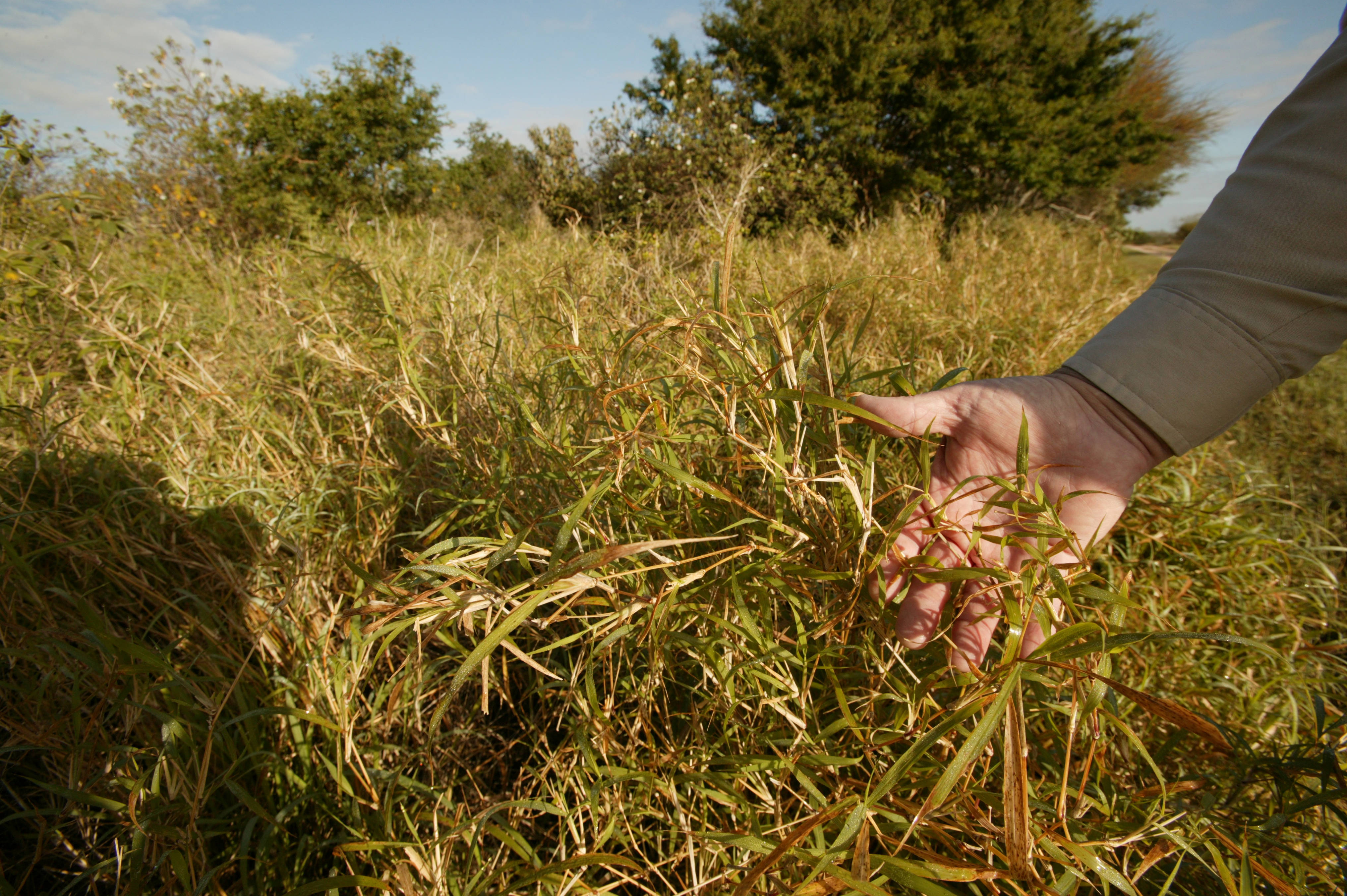
原生於熱帶非洲、地中海地區與亞洲乾燥區的水牛草在美國等地成為入侵物種，會排擠本土草類植物。

隨著氣候變化，病蟲害的分佈範圍和發病率也在變化。溫度和濕度的變化可能促進某些病原體和害蟲的繁殖，從而對農作物和牲畜造成更大的威脅。這些疾病和害蟲的爆發會進一步威脅到食物安全。例如，研究顯示，氣候變化增加了馬鈴薯晚疫病的風險，這是一種對全球糧食生產構成重大威脅的病害。
此外，氣候變化還會影響動物疾病的傳播。例如，隨著氣溫的升高，一些熱帶病原體和寄生蟲可能擴散到更高緯度地區，影響當地的牲畜健康。例如，藍舌病是一種由蚊子傳播的病毒性疾病，對牲畜尤其是綿羊具有致命威脅。研究表明，隨著氣候變暖，這種疾病的傳播範圍已經從熱帶地區擴展到溫帶地區。
在農業方面，氣候變化也促進了病害的傳播。例如，亞洲水稻主產區的溫暖濕潤氣候條件促進了稻瘟病的傳播，這種病害對水稻產量的影響巨大。這些變化不僅影響到農作物的產量，還影響到農民的收入和生活質量。

### 漁業

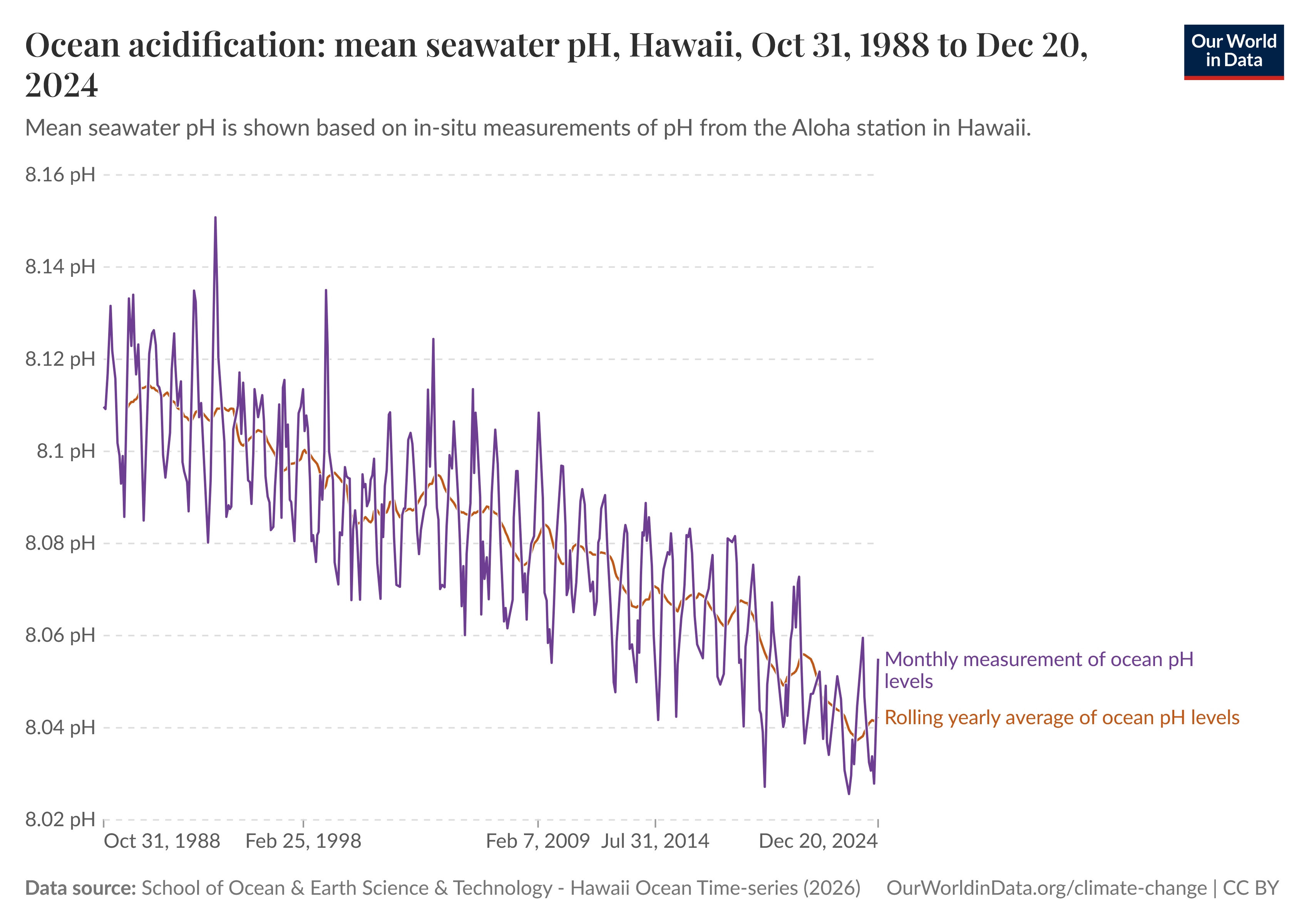
海洋酸化：海洋的pH值隨著時間演進而降低的現象。

氣候變化不僅影響陸地上的農業生產，還對海洋生態系統和漁業造成了影響。海洋溫度的上升和酸化對魚類的生長和繁殖產生了負面影響，導致漁獲量的減少。此外，海平面上升和極端天氣事件也影響了沿海漁業社區的生計。根據一項研究，氣候變化對珊瑚礁生態系統的破壞特別嚴重，這些生態系統是許多商業魚類的棲息地。
此外，海洋溫度的升高對漁業資源的分布也產生了影響。隨著海洋溫度升高，一些魚類物種開始向更高緯度遷徙，尋找適宜的生存環境。這不僅影響了當地漁業的捕撈量，還可能引發國際間的漁業資源爭端。例如，北大西洋的鯖魚和鱈魚已經開始向北遷徙，這對依賴這些魚類的國家造成了巨大影響。
氣候變化還導致了海洋酸化，這對海洋生態系統和漁業資源造成了重大的影響。海洋酸化是由於大氣中的二氧化碳溶解在海水中形成碳酸，進而降低了海水的pH值。這一過程對海洋中的許多生物，特別是那些依賴鈣化作用形成外殼和骨骼的生物，如珊瑚、貝類和某些浮游生物，構成了威脅。隨著這些生物的數量減少，整個海洋食物鏈也受到影響，最終影響到依賴這些資源的漁業。

### 社會和經濟

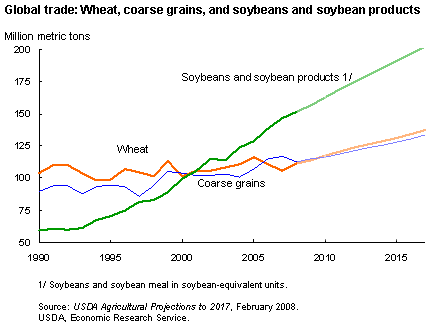
2008小麥、黃豆以及其他谷物的價格走勢

氣候變化對食物安全的影響不僅限於生態和環境層面，還延伸到社會和經濟層面。隨著農業和漁業生產的下降，食物價格上升，低收入人群和發展中國家受到的影響尤為嚴重。例如，2007-08年全球糧食價格危機部分原因就是由於氣候變化引起的糧食減產，導致全球糧食價格大幅上漲，進而引發了多國的社會動盪和政治不穩定。
此外，氣候變化對農業和漁業的影響還會導致大量農民和漁民失業，進一步加劇貧困和社會不穩定。例如，在非洲和亞洲的許多地區，農業是主要的經濟活動和收入來源，氣候變化導致的農業減產直接影響這些地區的經濟和生活質量。研究表明，氣候變化可能會使撒哈拉以南非洲地區的農業收入減少高達90%。

## 對食物安全的影響
氣候變化對食物安全的影響甚廣，包括食源性病原體和寄生蟲、霉菌毒素、有害藻華、環境污染物及食物鏈中的化學殘留等方面。。根據估計，大約 14％ 的生產的食物在進入零售層面或消費者之前的生產階段即已損失。這一巨大損失的一部分是由於各種食品污染問題，而氣候變化通過提供適合食源性危害發生和傳播的條件，可以加劇食品損失。

### 食源性病原體和寄生蟲

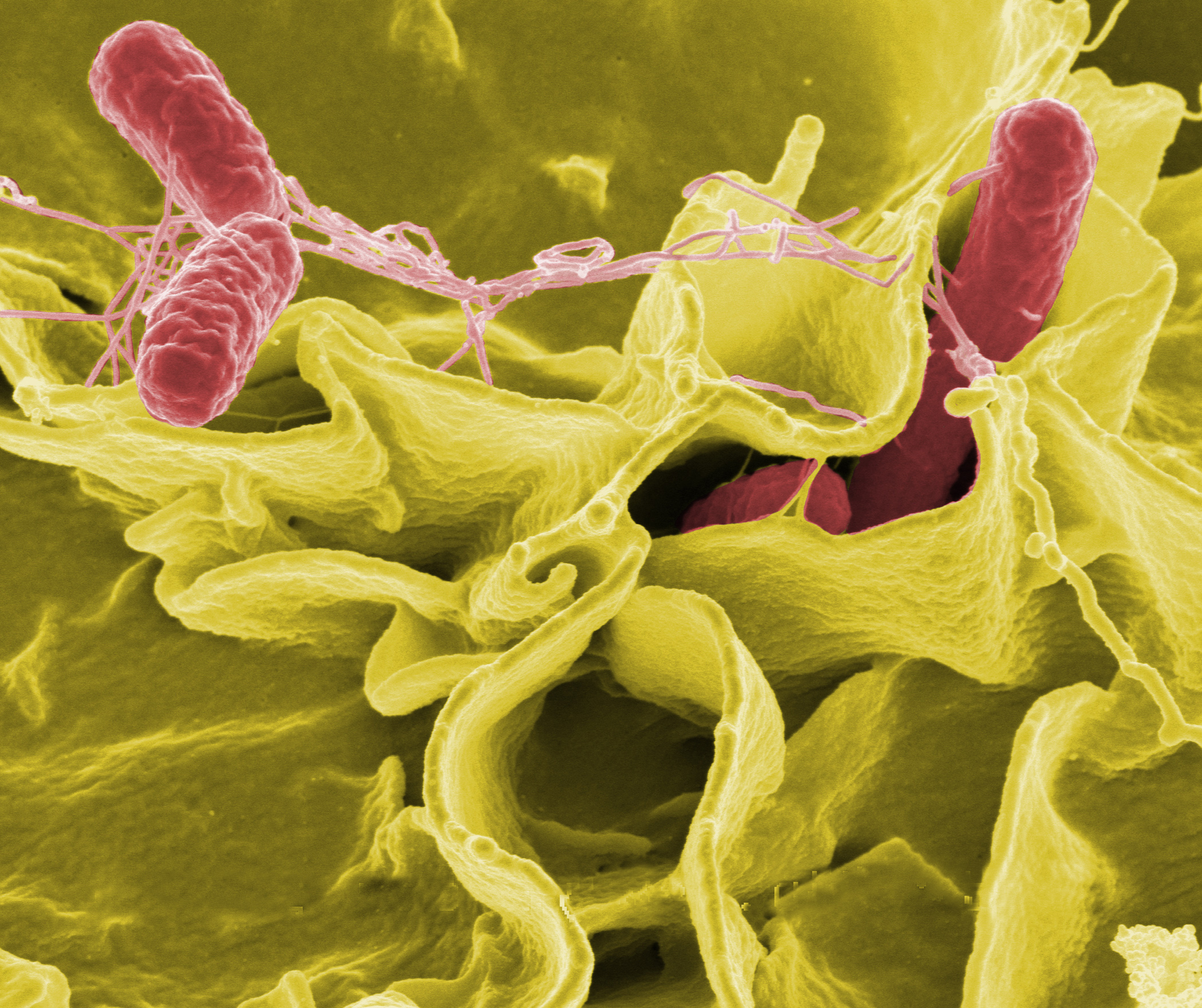
溫度上升和降水量的增加有利沙門氏菌等細菌滋長

氣候變化通過多種途徑影響食源性病原體和寄生蟲的傳播和生存。溫度上升和降水量的增加可以促進病原體的繁殖和擴散。例如，高溫條件下，沙門氏菌等細菌的生長速度會顯著增加。此外，降水的增多會增加水源污染的風險，從而加劇食源性寄生蟲感染的發生。在一些地區，氣候變化已經導致霍亂等水源性疾病的發病率上升。例如，2010年海地的霍亂爆發便與氣候變化和極端天氣事件密切相關。當年，由於強烈的地震和隨後的降雨，水源污染加劇，導致霍亂快速蔓延，造成數萬人感染。此外，氣候變化還可能影響食源性病毒如諾如病毒的傳播，因為這些病毒在溫暖的水體中更為活躍，並且暴雨和洪水事件會增加病毒污染食物和水的機會。這些變化對公共衛生構成了嚴重挑戰，特別是在基礎設施薄弱的地區。

### 霉菌毒素
霉菌毒素是由一些特定的霉菌在食品和飼料中生產的有毒化合物，對人類和動物健康具有嚴重威脅。氣候變化，特別是溫度和濕度的變化，對霉菌毒素的產生有顯著影響。例如，高溫和高濕條件有助於黃曲霉毒素的生成，而這些毒素會污染穀物、堅果和其他食品。在非洲和亞洲的部分地區，黃曲霉毒素污染已經成為一個嚴重的公共衛生問題，導致肝癌和其他疾病的發病率上升。例如，在肯尼亞和尼日利亞，黃曲霉毒素污染的穀物導致大量的肝癌病例。此外，氣候變化還會影響其他霉菌毒素的生成，如赭曲霉毒素和伏馬毒素，這些毒素同樣對健康有害。例如，赭曲霉毒素污染的咖啡和葡萄酒在歐洲和北美洲也引發了多起健康事件。這些霉菌毒素不僅影響人類健康，還會對農業經濟造成重大損失。

### 有害藻華

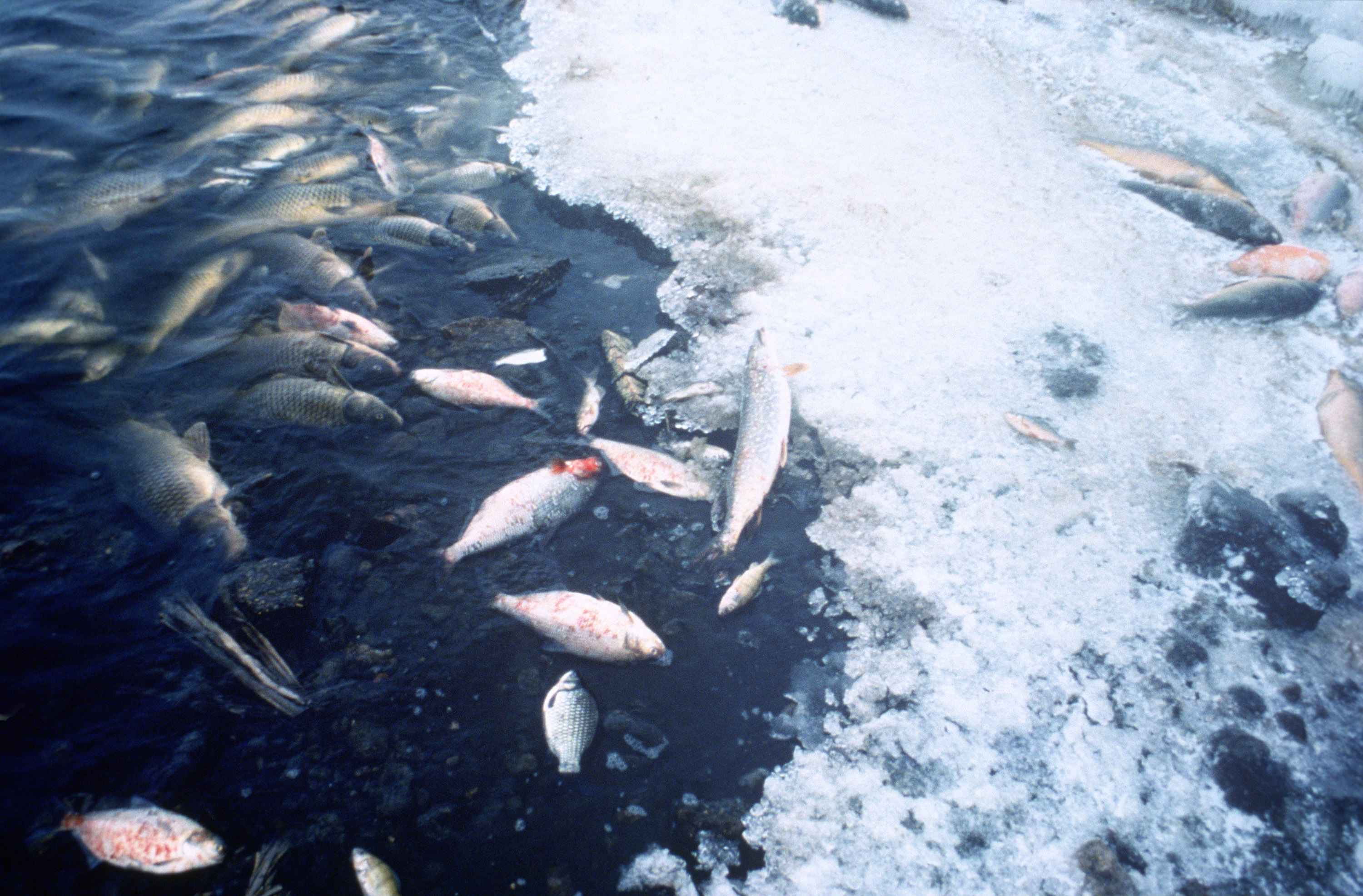
有害藻華導致魚塘裡的魚類大量死亡

有害藻華是由某些藻類的過度繁殖引起的，這些藻類可以產生有毒物質，污染水體並影響水生生物和人類健康。氣候變化導致的水溫升高和營養物質的增加，都促進了有害藻華的發生和擴散。這些藻華可以產生多種毒素，如麻痺性貝類毒素和神經性貝類毒素，對人類健康具有嚴重威脅。例如，在美國，有害藻華已經導致多次嚴重的公共健康事件，造成大量經濟損失。例如，佛羅里達州的紅潮事件每年造成數百萬美元的經濟損失，並且對旅遊業和漁業產生巨大影響。另外，有害藻華還會破壞漁業和水產養殖，進一步威脅食物安全和生計。在中國，藍藻引起的湖泊污染事件頻發，特別是在太湖，藍藻爆發導致大規模的水質污染和供水危機。這些事件不僅影響了水生生物的生存，還對當地居民的健康和生活質量造成了嚴重影響。

### 環境污染物及食物鏈中的化學殘留
氣候變化還影響了環境污染物在食物鏈中的分布和殘留。例如，極端天氣事件（如洪水和乾旱）會導致土壤和水源中的重金屬、農藥和其他有害化學物質的濃度變化，從而影響植物和動物的吸收和積累。例如，洪水可以將農田中的農藥沖入河流和湖泊，污染水源並影響水生生物。在美國密西西比河流域，洪水事件已經多次將工業污染物和農業化學品沖入河流，導致水質惡化和水生生物死亡。乾旱則會使污染物濃縮，增加其在農作物中的殘留風險。例如，在印度，長期乾旱導致土壤中的重金屬濃度上升，這些重金屬通過作物進入食物鏈，對當地居民的健康造成威脅。此外，氣候變化還會加劇農藥殘留問題。高溫和乾旱條件下，農藥的降解速度減慢，導致其在作物中的殘留量增加。例如，在巴西，極端高溫導致咖啡和水果中的農藥殘留量顯著上升，影響了食品安全。
這些化學殘留可能通過食物鏈積累，最終影響人類健康。例如，魚類通過攝食被污染的浮游生物和小型水生生物積累重金屬，這些重金屬又會通過食物鏈傳遞給人類。在中國的某些地區，魚類中的汞含量已經達到危險水平，對當地居民的健康構成了威脅。這些污染物的影響範圍廣泛，從農田到水體，再到最終的消費者，形成了一個複雜的污染傳遞鏈。

## 應對措施

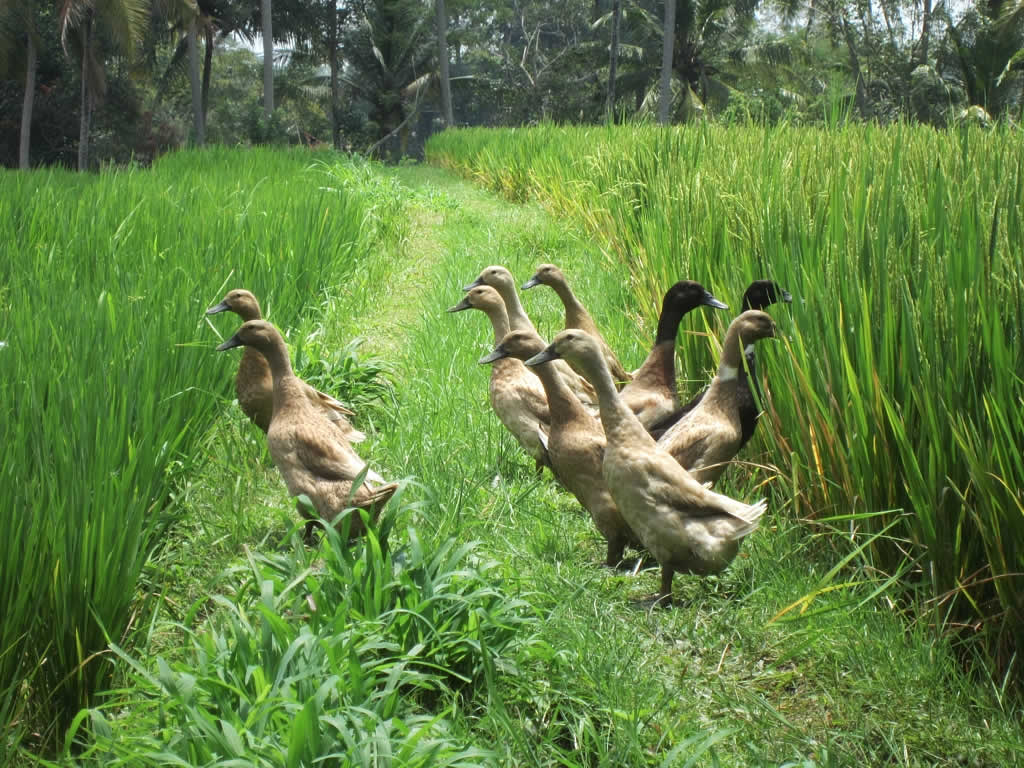
鴨稻共生是一種生物防治技術以控制害蟲。在印尼巴厘島，印度跑鴨可以自由出入水田，為農戶帶來額外收入，並為稻田提供肥料，減少了對化肥的需求。

為了應對氣候變化對食物安全帶來的挑戰，國際社會需要採取一系列綜合措施。首先，改良農業技術是關鍵。例如，耐旱和耐鹽作物品種的研發和推廣可以幫助農民在極端天氣條件下保持穩定的糧食產量。
其次，加強水資源管理也是重要措施之一。這包括改進灌溉技術，提高水資源的利用效率，並建立有效的水資源分配機制，以確保農業用水的穩定供應。例如，滴灌技術和精準灌溉技術的應用可以顯著提高水資源利用效率，減少水資源浪費。
此外，加強病蟲害防控也是應對氣候變化的重要措施。這包括發展和推廣綜合病蟲害管理
技術，減少化學農藥的使用，並提高農作物的抗病能力。例如，生物防治技術的應用可以有效控制害蟲和病原體，減少對環境的污染。
最後，制定可持續的漁業管理政策也是必不可少的。這包括建立漁業資源的可持續利用機制，加強漁業資源的監測和管理，並保護海洋生態系統。例如，通過實施捕撈配額制度和建立海洋保護區，可以有效保護漁業資源，確保其可持續利用。
氣候變化對全球食物安全的影響是多方面的，從農業生產到水資源，再到動植物疾病和漁業，無一不受到影響。這些影響不僅威脅到全球糧食供應的穩定，也對社會經濟發展和人類福祉構成了重大挑戰。為了應對這些挑戰，國際社會需要加強合作，採取綜合措施來減緩氣候變化並適應其影響，以確保全球食物供應的穩定和安全。